# Asamblea de Cooperación por la Paz
Asamblea de Cooperación Por la Paz (ACPP) es una ONG sin ánimo de lucro, laica, independiente y defensora de los valores democráticos desde una opción de justicia social y económica.

## Historia
Surgió en 1990 en  España. Apuesta por el pacifismo, la tolerancia y el diálogo. Apoya a la sociedad civil, democrática y progresista de los países en vías de desarrollo generando organización local, fomentando la participación ciudadana y la búsqueda de alternativas para conseguir sociedades más justas y más democráticas. Para que los beneficios del desarrollo se redistribuyan más equitativamente, con el protagonismo de los agentes locales.

## Presencia
Asamblea de Cooperación Por la Paz está presente en todas las comunidades autónomas de España, donde trabaja en materia de Acción Social (educación para el desarrollo, sensibilización, inmigración y codesarrollo). Ejecuta proyectos de cooperación al desarrollo y ayuda de emergencia en colaboración con la sociedad civil de países como Colombia, Haití, Cuba, El Salvador, Senegal, República Dominicana, Guatemala, Honduras, Marruecos, Túnez, Mauritania, Malí, Níger, Guinea-Bisáu, Líbano, Nicaragua y los Territorios Palestinos.